# Cleora illustraria
Cleora illustraria es una polilla perteneciente a la familia Geometridae. La especie fue descrita por primera vez por Francis Walker en 1866, habiendo sido descrita en 1863, con distribución en Borneo. El holotipo de la especie fue descrita en el monte Kebea, a poca distancia de Ekeiki, Papúa Nueva Guinea.